# Crécey-sur-Tille
Crécey-sur-Tille è un comune francese di 151 abitanti situato nel dipartimento della Côte-d'Or nella regione della Borgogna-Franca Contea.

## Società

### Evoluzione demografica
Abitanti censiti